# Pigne (sculpture)
La Pigne est une sculpture en bronze de l'Antiquité romaine, de près de quatre mètres de haut, figurant une pomme de pin (pigna en italien). Elle est conservée en plein air, dans la cour de la Pigne du Belvédère, au sein du complexe des musées du Vatican, à Rome.

## Histoire
La colossale sculpture de bronze a été trouvée au Moyen Âge dans les thermes d'Agrippa, à Rome. Elle porte la signature d'un certain Publius Cincius Savius. À l'origine, elle jouait probablement un rôle décoratif au temple d'Isis du Champ de Mars, où elle devait faire partie d'une fontaine lançant de l'eau depuis le sommet. Sa découverte a donné son nom, encore en usage aujourd'hui, au quartier du rione Pigna. 
Elle a servi à décorer le centre du portique de l'ancienne basilique Saint-Pierre. Nous ne savons pas si Dante Alighieri a vu la Pigne en ce lieu lors d'un hypothétique pèlerinage pendant le Jubilé de 1300, mais il l'a citée dans un passage de la Divine Comédie (Inf. XXXI, 59).
En 1608, elle a été finalement placée au centre de l'exèdre de la cour de Bramante qui, aujourd'hui, porte précisément le nom de cour de la Pigne (Cortile della Pigna).

## Description
La Pigna est placée au sommet d'un double escalier conçu par Michel-Ange, devant la niche. Sur sa base, œuvre du IIIe siècle, provenant des thermes de Néron, se trouve l'inscription « Couronnement d'un athlète victorieux », entourée de deux paons en bronze (des copies, les originaux antiques étant conservés au musée Chiaramonti) de l'époque d'Hadrien, provenant probablement du mausolée d'Hadrien.

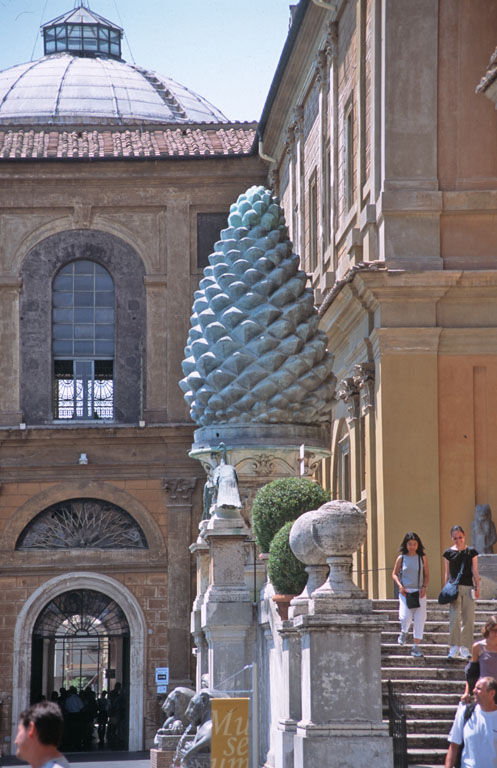
Vue de côté.
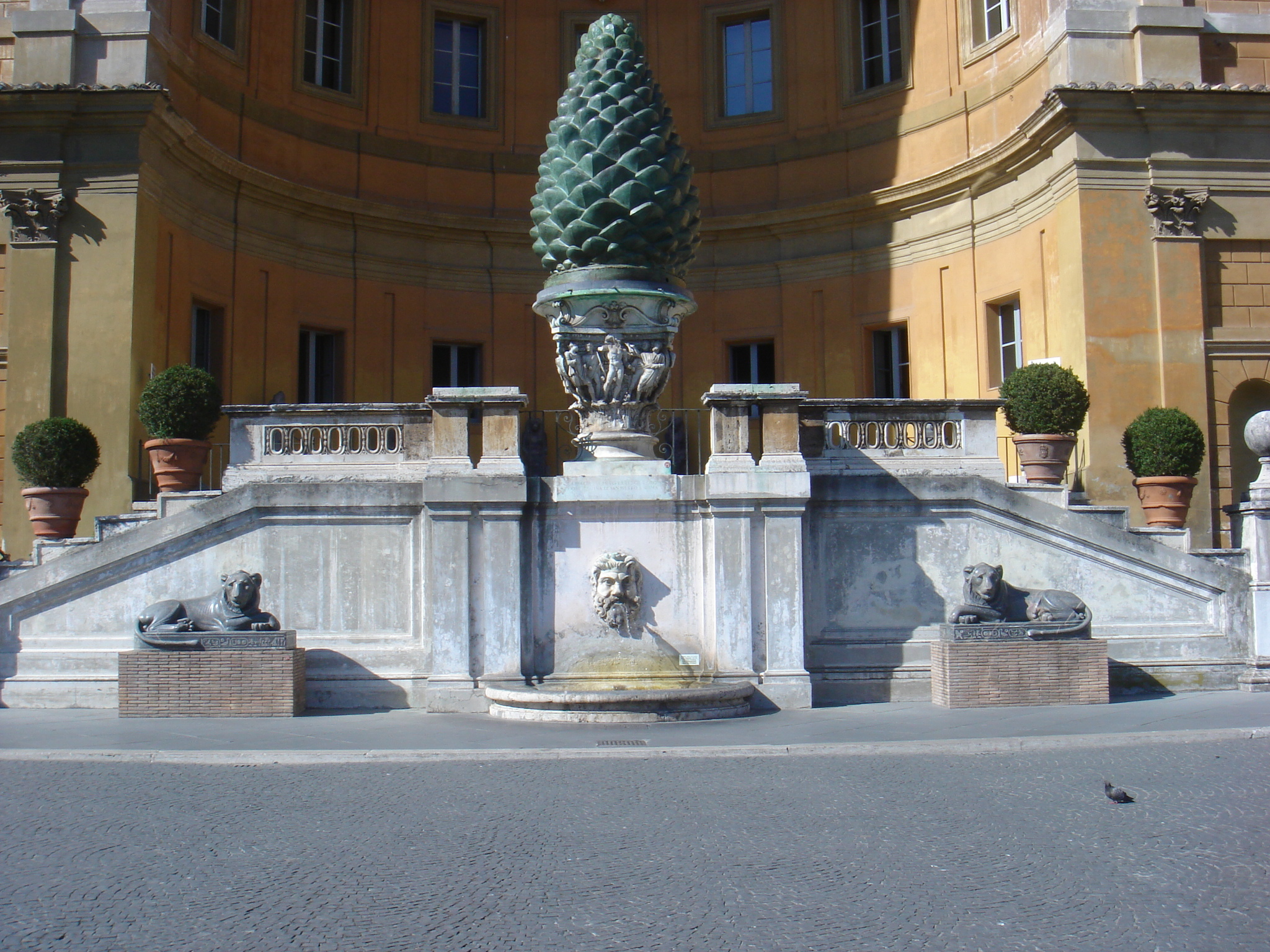
L'escalier de Michel-Ange.
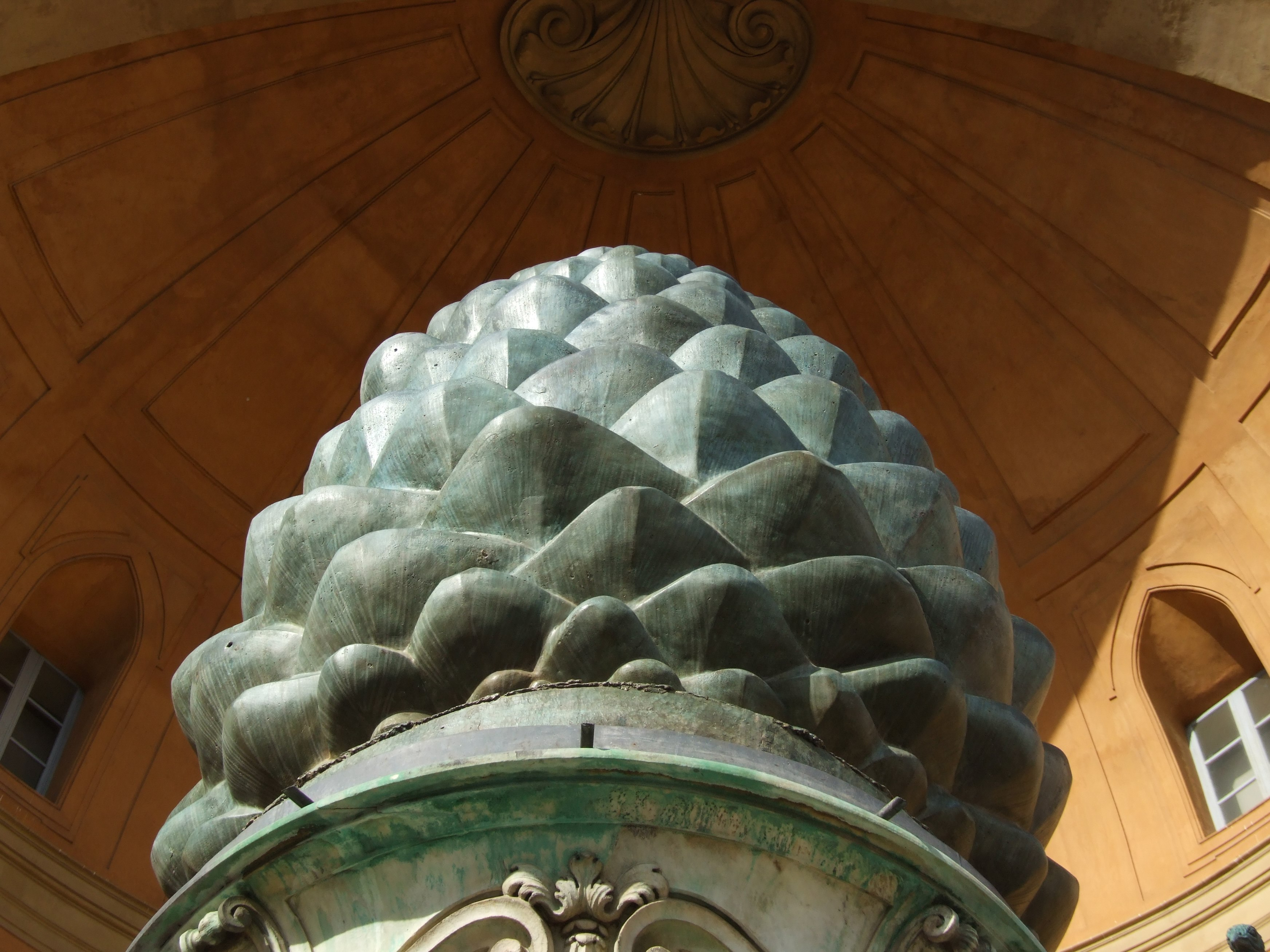
Vue depuis le bas.
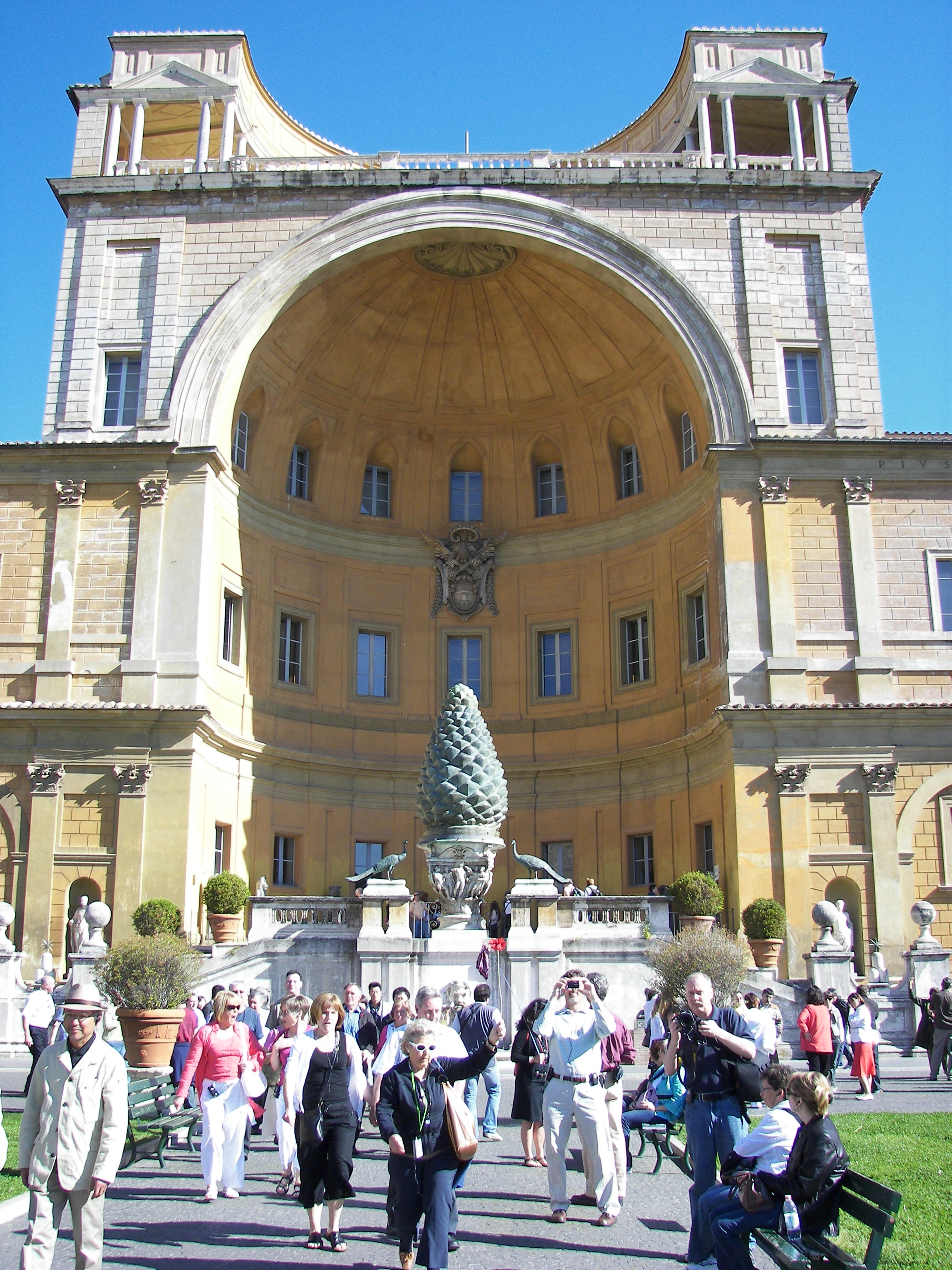
La niche et l'exèdre.

## Sources
- D.R. Coffin, Pirro Ligorio. The Renaissance Artist, Architect, and Antiquarian, Penn State Press, 2003
- Claudio Rendina, Enciclopedia di Roma, Rome, Netwon & Compton, 2000